# Geranomyia militaris
Geranomyia militaris är en tvåvingeart som först beskrevs av Alexander 1953.  Geranomyia militaris ingår i släktet Geranomyia och familjen småharkrankar. Inga underarter finns listade i Catalogue of Life.